# Côtes de Blaye

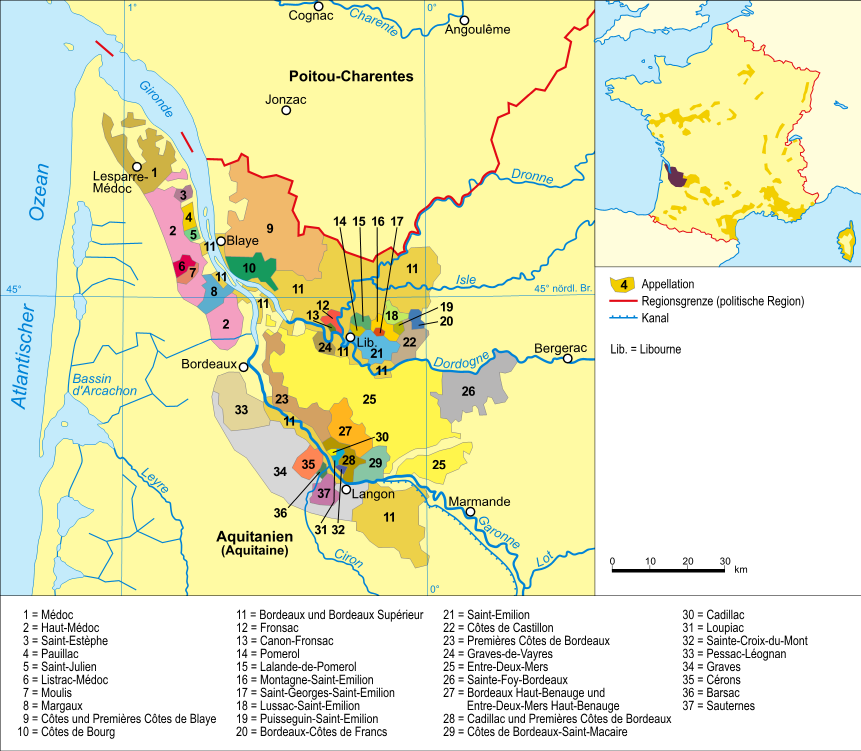
Das Weinbaugebiet Bordeaux

Das Weinbaugebiet Côtes de Blaye liegt am orographisch rechten Ufer der Gironde und ist Teil der Weinbauregion Bordeaux in Frankreich. Die nach der Gemeinde Blaye benannte Appellation liegt ca. 20 km Luftlinie direkt nördlich der Stadt Bordeaux im Département Gironde. Auf der gegenüberliegenden Seite des Flussmündungstrichters der Gironde liegt die bekannte Médoc-Appellation Saint-Julien. Im Südosten grenzt die auch unter dem Namen Blayais bekannte Region an das Weinbaugebiet Côtes de Bourg (auch Bourgais genannt).
Von hier wurde zwar schon sehr früh Bordeaux-Wein in andere Länder exportiert; das Gebiet ist aber immer als die kleine Schwester des Médoc bewertet worden. Auch heute noch werden 85 % der Weine in Frankreich selbst getrunken. Der Rest wird hauptsächlich in den europäischen Markt exportiert.
- Auf der Rebfläche dominiert der Merlot. Als rote Rebsorten sind Cabernet Franc, Cabernet Sauvignon, Malbec und Merlot zugelassen. Die Rotweine verfügen über eine schöne Farbe und eine kräftige Tanninstruktur. Die überwiegend im Barrique ausgebauten Weine sollten daher einige Jahre vor dem Genuss gelagert werden. Die empfohlene Trinktemperatur liegt bei 16–17 °C.

- Der kleine Bestand weißer Rebsorten teilt sich auf die Sorten Colombard, Muscadelle, Sauvignon Blanc und Sémillon auf. Zugelassen ist auch der Merlot Blanc. Die empfohlene Trinktemperatur des Weißweins liegt bei zirka 10 bis 12 °C.